# Zeria niassa
Zeria niassa är en spindeldjursart som först beskrevs av Karsch 1880.  Zeria niassa ingår i släktet Zeria och familjen Solpugidae.

## Underarter
Arten delas in i följande underarter:
- Z. n. kafulica
- Z. n. niassa